# Meures
Meures é uma comuna francesa na região administrativa de Grande Leste, no departamento de Haute-Marne. Estende-se por uma área de 8,17 km². Em 2010 a comuna tinha 136 habitantes (densidade: 16,6 hab./km²).